# Artiglieria da campagna

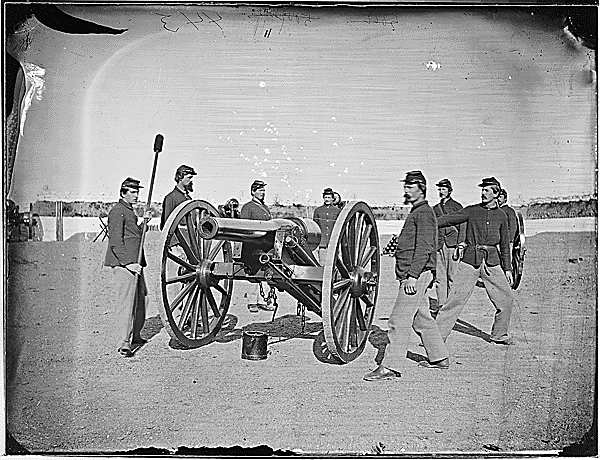
Un pezzo di artiglieria da campagna statunitense con la sua squadra di artiglieri nel 1860

L'artiglieria da campagna, anche detta artiglieria campale o (fino al XX secolo) artiglieria a piedi, è quella specialità dell'arma di artiglieria responsabile del supporto di fuoco dei reparti impegnati in azione sul campo di battaglia.
Benché in gran parte sostituita dai semoventi d'artiglieria e dagli autocannoni, negli eserciti moderni l'artiglieria da campagna a traino è ancora esistente, in particolare per le unità anfibie o aviotrasportate.

## Descrizione
L'artiglieria da campagna è generalmente dotata di cannoni o obici di medio calibro e media gittata, caratterizzati da una buona celerità di tiro e una buona mobilità. Nei tempi più antichi le bocche da fuoco erano trainate da cavalli, con la squadra di artiglieri che le seguiva seduta sull'avantreno o, per la maggior parte, a piedi: ciò distingueva l'artiglieria da campagna dall'artiglieria a cavallo, dove invece tutti gli artiglieri si spostavano a dorso di cavallo insieme ai loro pezzi. Dall'epoca della seconda guerra mondiale in poi il traino mediante animali fu completamente rimpiazzato dal traino meccanico mediante appositi veicoli (trattori d'artiglieria) capaci di ospitare a bordo la squadra di artiglieri, eliminando così la distinzione tra artiglieria campale e artiglieria a cavallo.